# Jiangshi
Um jiangshi, também conhecido como vampiro, fantasma, ou zumbi saltador chinês, é um tipo de cadáver reanimado das lendas e folclore chinês. "Jiangshi" é conhecido como goeng-si em cantonês, cương thi em vietnamita, gangshi em coreano, e kyonshī em japonês. Ele é geralmente descrito como um cadáver rígido vestido com Hanfu da Dinastia Qing, movendo-se aos saltos, com os braços estendidos. Ele mata os seres vivos absorvendo o seu qi, ou "força vital", geralmente à noite, durante o dia, ele descansa em um caixão ou se esconde em locais escuros, tais como cavernas. Lendas sobre jiangshi têm inspirado gêneros de filmes e literatura em Hong Kong e no Leste asiático.

## Gênese
O erudito da Dinastia Qing Ji Xiaolan mencionou no seu livro Yuewei Caotang Biji (閱微草堂筆記) que as causas de um cadáver que foi reanimado podem ser classificadas em uma de duas categorias: na primeira, uma pessoa recentemente falecida voltou à vida, ou um cadáver enterrado há muito tempo, mas que não se decompôs. Algumas causas são descritas abaixo:
- O uso de artes sobrenaturais para ressuscitar os mortos.
- Possessão espiritual de um cadáver.
- Um cadáver absorve qi yang suficiente  para voltar à vida.
- O corpo de uma pessoa é regido por três huns e sete pos. O estudioso da Dinastia Qing  Yuan Mei escreveu em seu livro, Zi Bu Yu que "O hun de uma pessoa  é bom, mas seu po é do mal, seu hun é inteligente, mas seu po é tolo". O hun deixa seu corpo após a morte, mas seu po permanece e toma controle do corpo, de modo que o morto torna-se um jiangshi.
- A pessoa morta não é enterrada, mesmo depois que um funeral foi realizado. O cadáver volta à vida depois de ser atingido por um raio, ou quando uma gata grávida (ou um gato preto em alguns contos) salta sobre o caixão.
- Quando a alma de uma pessoa não consegue deixar o corpo do falecido, devido à  morte inadequada , suicídio, ou apenas querendo causar problemas.[3][4]
- Uma pessoa ferida por um jiangshi se torna infectada com o " vírus jiangshi" e muda gradualmente para um jiangshi ao longo do tempo, como visto nos filmes Mr. Vampire .

## Aparência
Geralmente, a aparência de um jiangshi pode variar do banal (como no caso de um recém-falecido), ao horrendo (carne apodrecendo e rigor mortis, como cadáveres que estão em um estado de decomposição por um período de tempo). O caractere chinês "jiang" (僵) em "jiangshi" significa, literalmente, "rígido" ou "duro". Acredita-se que o jiangshi é tão rígido que ele não pode dobrar seus membros e corpo, então ele tem que se mover aos saltos mantendo seus braços esticados para a mobilidade. Os jiangshi são retratados na cultura popular com um talismã de papel (com um feitiço de aprisionamento) anexado pendurado na testa, e o vestem um casaco e chapéu característicos de um mandarim (oficial chinês durante a dinastia Qing).Uma característica peculiar é a sua pele branca-esverdeada; uma teoria é que esta é derivada do fungo ou bolor crescendo em cadáveres. Diz-se que podem ter longo cabelo branco em toda sua cabeça e podem comportar-se como animais. A influência das histórias ocidentais de vampiros trouxe o aspecto de sugar sangue para o mito  chinês em tempos mais modernos, em combinação com o conceito de fantasmas famintos, ainda que tradicionalmente eles se alimentem exclusivamente do qi de um indivíduo vivo para o seu sustento e para ficarem mais poderosos.

## Histórias de origem
Uma suposta fonte das histórias de jiangshi veio da prática popular de "transportar um cadáver por mais de mil li" (em chinês:  千里行屍). Os familiares da pessoa que morresse longe de casa não podiam pagar por veículos para transportar o corpo do falecido para casa para o enterro, para isso eles contratariam um sacerdote taoísta para realizar um ritual para reanimar a pessoa morta e ensiná-lo/la a "saltar" de volta para casa. Os sacerdotes transportariam os cadáveres só à noite e tocariam sinos para notificar outras pessoas nas proximidades de sua presença, porque era considerado má sorte para uma pessoa viva ver um jiangshi. Esta prática, também chamada de Xiangxi ganshi (em chinês:  湘西趕屍), era popular em Xiangxi, onde muitas pessoas deixaram sua terra natal para trabalhar em outros lugares. Depois que morriam, seus corpos eram transportados de volta para sua cidade natal, porque se acreditava que sua alma iria sentir saudades de casa se eles fossem enterrados em algum lugar desconhecido para eles. Os cadáveres eram dispostos na vertical, em fila única e eram amarrados a longas varas de bambu nas laterais, enquanto dois homens (um na frente e um na parte de trás) levavam  as extremidades das hastes sobre  seus ombros e a pé. Quando o bambu flexionava para cima e para baixo, os cadáveres pareciam estar "saltando" em uníssono quando vistos à distância.
Dois relatos orais de transporte de corpos estão incluídos no livro de  Liao Yiwu The Corpse Walker. Uma relato  descreve como cadáveres eram transportados por uma equipe de dois homens. Um deles carregava o cadáver nas costas com um grande manto cobrindo  a ambos e a máscara de luto no topo. O outro homem andava à frente com uma lanterna avisando seu companheiro sobre os obstáculos à sua frente. A lanterna era usada como um guia visual para o carregador seguir uma vez que não podia ver com o manto cobrindo-os. Especula-se nos relatos do livro que os cadáveres eram levados durante a noite para evitar o contato com as pessoas e o ar mais frio seria mais adequado para o transporte de órgãos.
Alguns especulam que as histórias sobre jiangshi foram originalmente inventadas por contrabandistas que ocultavam suas atividades ilegais, como transporte de cadáveres e queriam assustar agentes da lei.